# Trans World Airlines
Trans World Airlines (ursprungligen Transcontinental and Western Airlines) eller mer känt som TWA var ett amerikanskt flygbolag som hade trafik över stora delar av världen. Vid långdistansflygningar mellan USA och Europa flög de med Lockheed TriStar, Boeing 747 och Boeing 767.
Flygbolaget grundades den 10 oktober 1930 genom en sammanslagning av tre amerikanska flygbolag under namnet Transcontinental and Western Air Inc (TWA). 1939 blev Howard Hughes företagets huvudägare vilket ledde till att man beställde Convair 880 som togs fram enligt hans önskemål. 1950 ändrades namnet till Trans World Airlines. Flygbolaget beställde som första operatör flera Lockheed L-049 Constellation. När första flygplanet levererades 1944 målades flygplanet i TWA:s färger och Hughes flög sedan själv utan mellanlandning över kontinenten på strax under sju timmar och slog därmed det tidigare hastighetsrekordet. 1952 blev TWA det första flygbolag som introducerade "turistklass"[källa behövs] på sina flygningar.
TWA hade under många år stora ekonomiska problem med en hög medelålder på sina flygplan. TWA blev slutligen, till vissa delar, uppköpt av American Airlines (AA) 2001.